# Табакеровщина
Табакеровщина (бел. Табакераўшчына) — упразднённый хутор в Браславском районе Витебской области Беларуси. На момент упразднения входил в состав Тетерковского сельсовета.

## География
Урочище находится в западной части Витебской области, к югу от озера Укля, на расстоянии приблизительно 18 километров (по прямой) к юго-востоку от города Браслав, административного центра района. Абсолютная высота — 155 метров над уровнем моря.

## История
По состоянию на 1905 год, в фольварке Табакеровщина проживало 6 человек (3 мужчины и 3 женщины). В административном отношении входил в состав Перебродской волости Дисненского уезда Виленской губернии.
В 1921 году входил в состав гмины Пшебродзе Дисенского повета Виленского воеводства Второй Польской республики. Числилось 10 жителей (4 мужчины и 6 женщин), проживавших в 1 доме. В этническом составе населения того периода белорусы составляли 100 %. В конфессиональном составе населения преобладали старообрядцы (100 %).
Упразднён в 2011 году.